# Chery QQ6
La Chery QQ6 est un modèle de citadine produite par le constructeur chinois Chery Automobile. Il s'agit d'une berline quatre portes qui est basée sur une plate-forme auto-développée par Chery. Chery a arrêté la QQ6 en 2010. Une variante refaite de la QQ6 était connue sous le nom de Cowin 1 et a été vendue entre 2010 à 2013.

## Sécurité
La QQ6 a obtenu 2 étoiles sur 5 à l'essai de choc (crash test) de la CNCAP.

## Vente hors de Chine

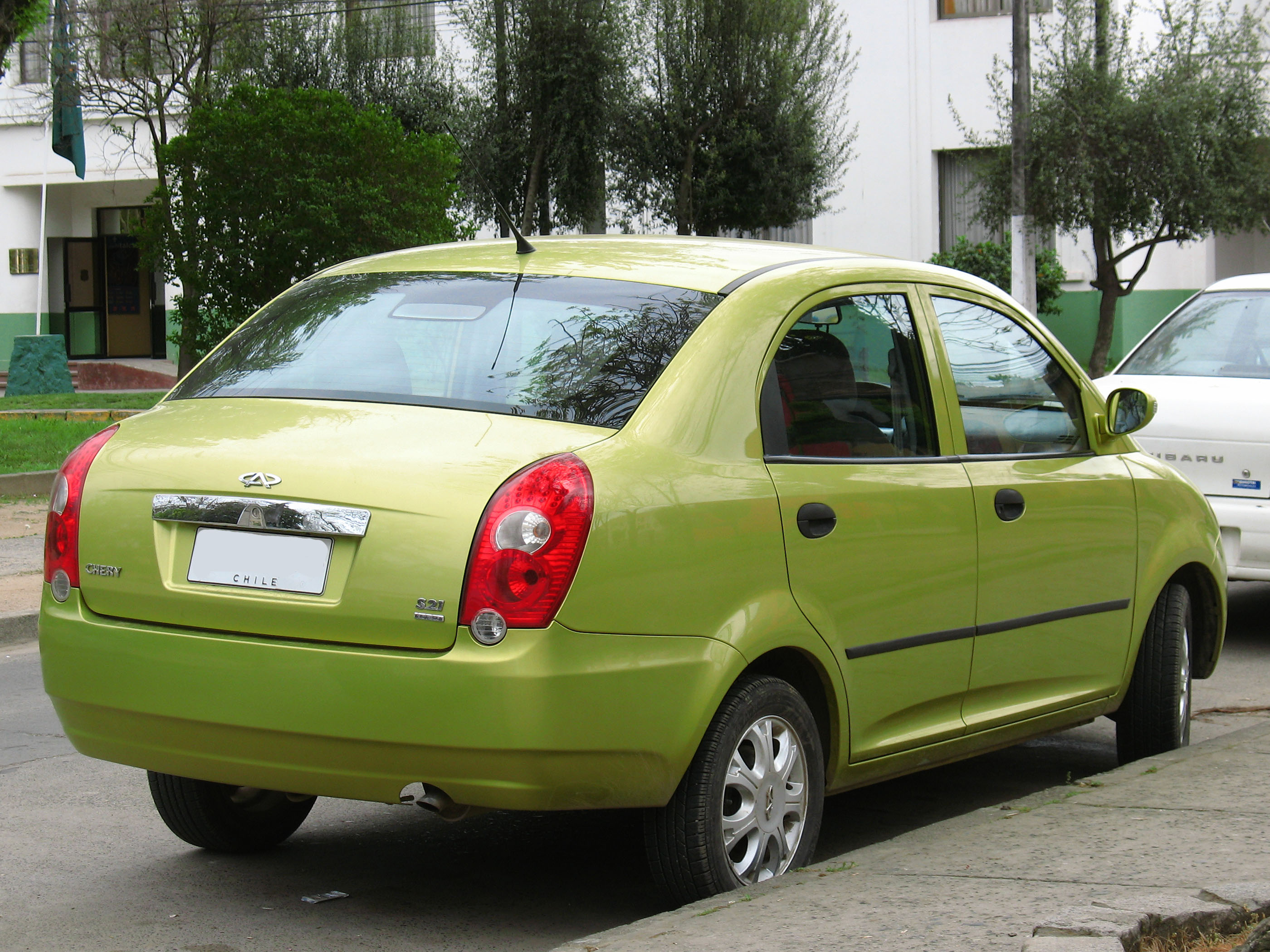
Vue arrière d'une S21 au Chili

La QQ6 a été lancée au Chili, en Colombie et dans d'autres pays en novembre 2006 sous le nom de S21 offrant un moteur de 1,1 litre. Elle est également assemblée en Iran en tant que la S21, en Égypte en tant que la Speranza A213. Elle a également été vendue en Ukraine sous le nom de Chery Jaggi.